# 曼諾
曼諾是瑞士的城鎮，位於該國南部，由提契諾州負責管轄，面積2.38平方公里，海拔高度341米，2011年人口1,246，八成人口信奉羅馬天主教，人口密度每平方公里524人。

## 外部連結
- Official website （页面存档备份，存于） （意大利文）